# Cookie Monster
Cookie Monster er en fiktiv Muppet-figur fra børneprogrammet Sesame Street. Han er mest kendt for sin enorme appetit, og sine kendte udtalelser: "Mig vil ha' kage" og "Om Nom nom nom" (sagt med munden fuld af mad). Oftest spiser han alt såsom wienerbrød, donuts, salat, æbler, bananer, såvel som almindelige uspiselige ting, som salt og peber bøsser, skilte, servietter, blyanter, kuglepinde, telefoner, motorcykler, Peabody Awards og lastbiler. Alligevel afslører hans navn, at kager er hans foretrukne spise. I en sang fra 2004 afslørede Cookie Monster, at før han åd sin første kage mente han, sit navn var Sid. Med hensyn til debatten om sundhed og børns spisevaner, har Cookie Monster siden 2006 udtalt at kager er en "nogen gange snack", og at han også kan lide frugter.[kilde mangler]
Navnet blev tidligere også brugt om forskellige computerprogrammer, hvis eneste formål var at genere andre brugere ved at hindre deres arbejde, indtil de havde indtastet "cookie". Det er dermed et tidligt eksempel på malware.